# چاندرا ۱۹۵۸

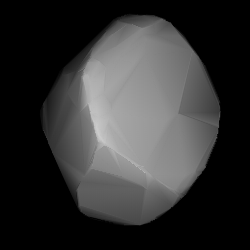
سیارک ۱۹۵۸

سیارک ۱۹۵۸ (به انگلیسی: 1958 Chandra، نامگذاری:1970SB) هزار و نهصد و پنجاه و هشتمین سیارک کشف شده‌است که در ۲۴ سپتامبر ۱۹۷۰ کشف شد.
قدر مطلق سیارک برابر ۱۰٫۷۰ است.